# Municipalité du district de Kaišiadorys
La municipalité du district de Kaišiadorys (en lituanien : Kaišiadorių rajono savivaldybė) est l'une des soixante municipalités de Lituanie. Son chef-lieu est Kaišiadorys.

## Seniūnijos de la municipalité du district de Kaišiadorys
- Kaišiadorių apylinkės seniūnija (Kaišiadorys)
- Kaišiadorių miesto seniūnija (Kaišiadorys)
- Kruonio seniūnija (Kruonis)
- Nemaitonių seniūnija (Varkalės)
- Palomenės seniūnija (Palomenė)
- Paparčių seniūnija (Paparčiai)
- Pravieniškių seniūnija (Pravieniškės II)
- Rumšiškių seniūnija (Rumšiškės)
- Žaslių seniūnija (Žasliai)
- Žiežmarių seniūnija (Žiežmariai)
- Žiežmarių apylinkės seniūnija (Žiežmariai)

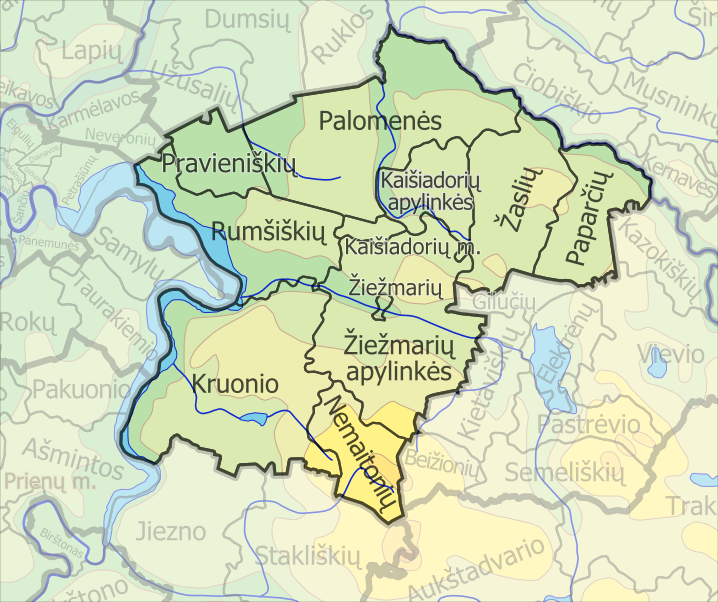
Seniūnijos de la municipalité du district de Kaišiadorys.